# نينوا (شاحنة)
نينوا هي شاحنة عسكرية تكتيكية إيرانية الصنع مهمتها دعم وحمل القوات والامدادات والمركبات المدرعة الصغيرة وسحب قطع المدفعية. وتُعتبَر من صنف المركبات التكتيكية الخفيفة المستخدمة من قبل الجيش الإيراني والتي ظهرت رسمياً في عام 2012م.

## التأريخ
ظهرت مركبة نينوا التكتيكية لأول مرة في مسيرات عسكرية عام 2011م، ولكن الإعلان الرسمي عنها تم في 8 أكتوبر من عام 2012م. وهي عربة عسكرية 4×4 تُنتَج في إيران.

## مواصفات
يبلغ طول الشاحنة 7 أمتار، وعرضها 2.5 متر، اما ارتفاعها فيبلغ 2.8 متر. اما قوة محركها فتبلغ 240 حصان، والقدرة الاستيعابية للشاحنة تبلغ 5 طن على الطريق، كما وتحمل 2.5 طن من البضائع.

## معلومات سريعة
| الأسم              | شاحنة نينوا                          |
| النوع              | شاحنة تكتيكية                        |
| التكوين            | 4×4                                  |
| جلوس (كابينة)      | 1+1                                  |
| أول ظهور           | 2011                                 |
| الظهور الرسمي      | 2012                                 |
| المصنع             | إيران                                |
| المُستَخدِم           | الجيش الإيراني                       |
| الطول              | 7 متر                                |
| العرض              | 2.5 متر                              |
| الارتفاع           | 2.8 متر                              |
| الوزن (فارغة)      | 2.5 طن                               |
| الحمولة القصوى     | 5 طن على الطريق و(2.5 طن) عبر البلاد |
| قوة المحرك         | 240 حصان                             |
| الطاقة الاستيعابية | 5 طن                                 |